# 湯西川溫泉車站
湯西川溫泉車站（日语：／ Yunishigawa Onsen-eki */?），位於日本栃木縣日光市西川，為野岩鐵道會津鬼怒川線的鐵道站。

## 歷史
- 1986年（昭和61年） 10月9日 -開業。

## 車站構造
地下車站，在葛老山隧道內設有一側式月台。車站北側是横越湯西川（五十里湖）的湯西川大橋。僅部分時間有配置站務員。從月台到剪票口，除了樓梯亦設有一部電梯。

## 利用狀況
2016年的年載客量為34152人次  ，平均每日乘車人次為94名，是野岩鐵道沿線車站的第1名。
下表顯示了近年來每年乘車人次的變化。
| 年   | 乘車人次 | 日均 乘車人次 |
| ---- | -------- | ------------- |
| 2008 | 51,621   | 141           |
| 2009 | 47,003   | 129           |
| 2010 | 49,417   | 135           |
| 2011 | 33,740   | 92            |
| 2012 | 35,603   | 98            |
| 2013 | 34,442   | 94            |
| 2014 | 34,683   | 95            |
| 2015 | 32,236   | 88            |
| 2016 | 34,152   | 94            |

## 車站周邊
車站距湯西川溫泉約9公里，有公車（距車站約30分鐘）聯絡。
- 道之站湯西川-車站附屬建築。
  - 日光市湯的鄉湯西川觀光中心
- 五十里湖
- 國道121號
- 栃木縣道249號黑部西川線

## 圖片集

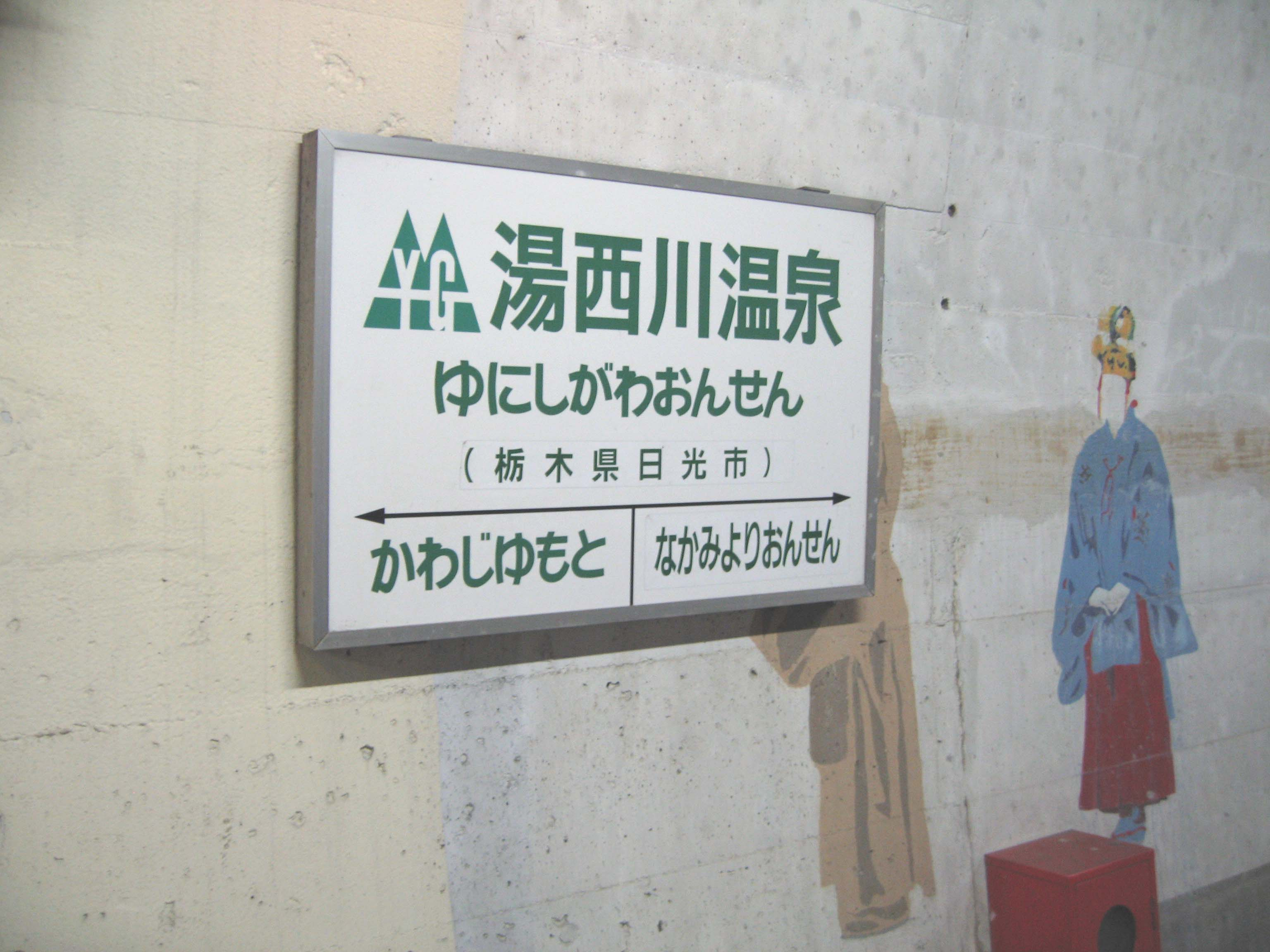
站名牌
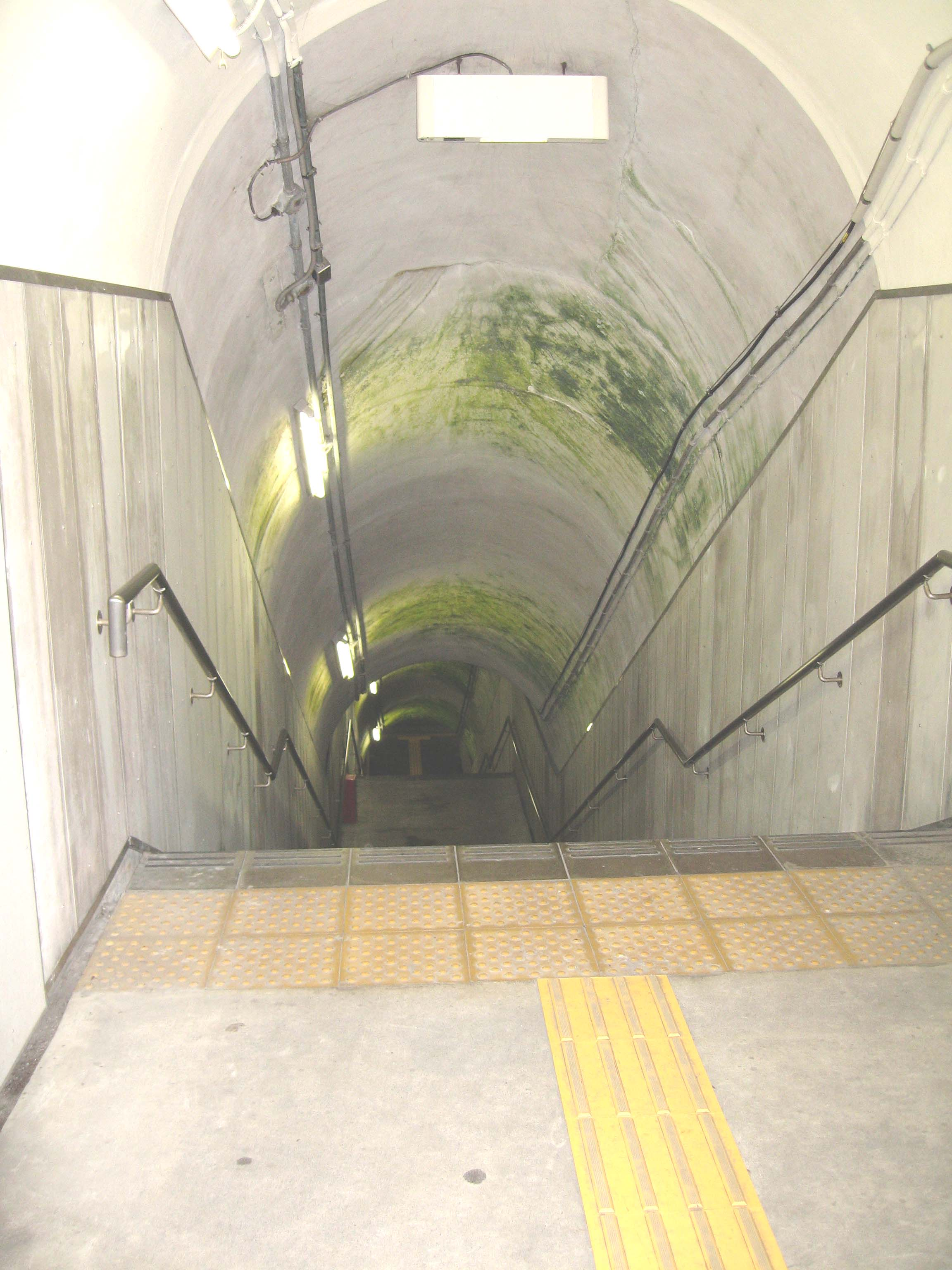
往月台樓梯
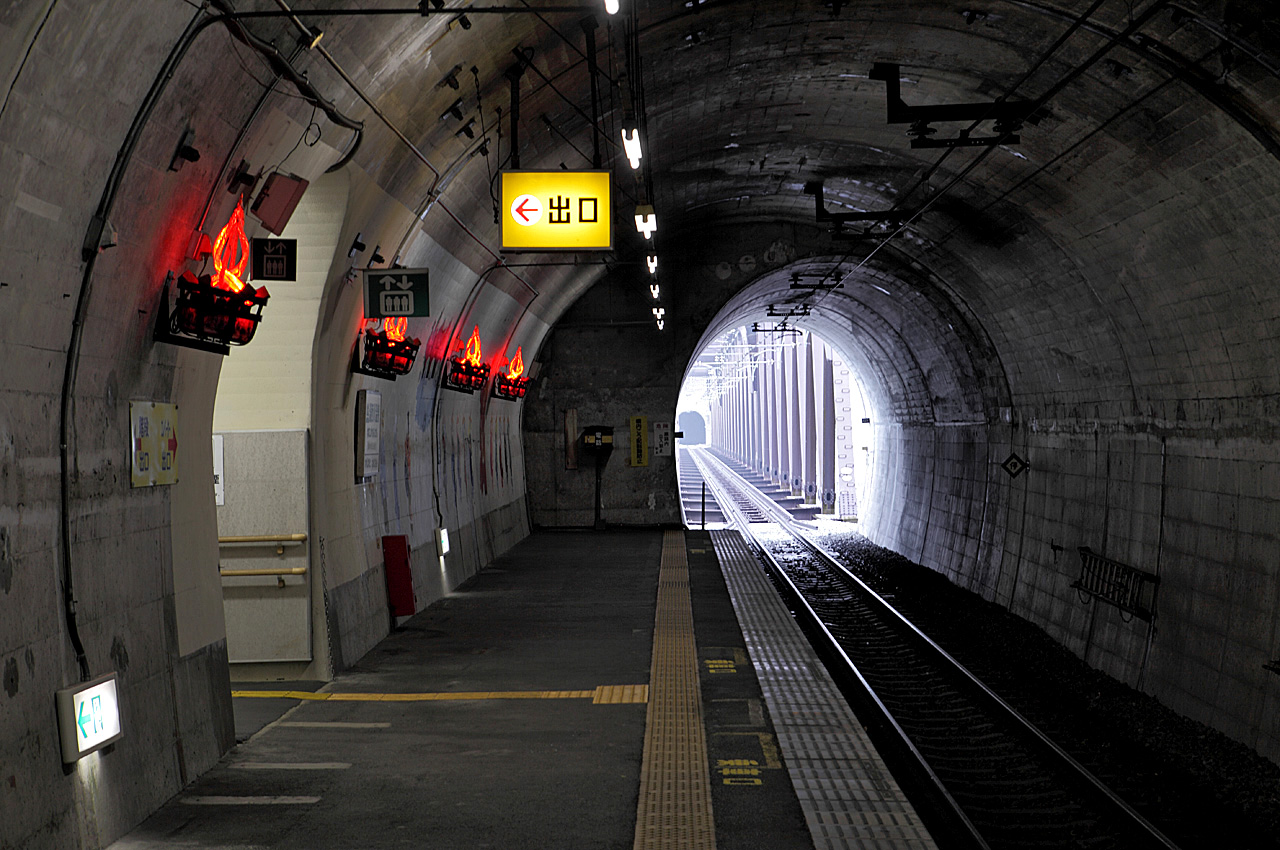
月台（望向北側）
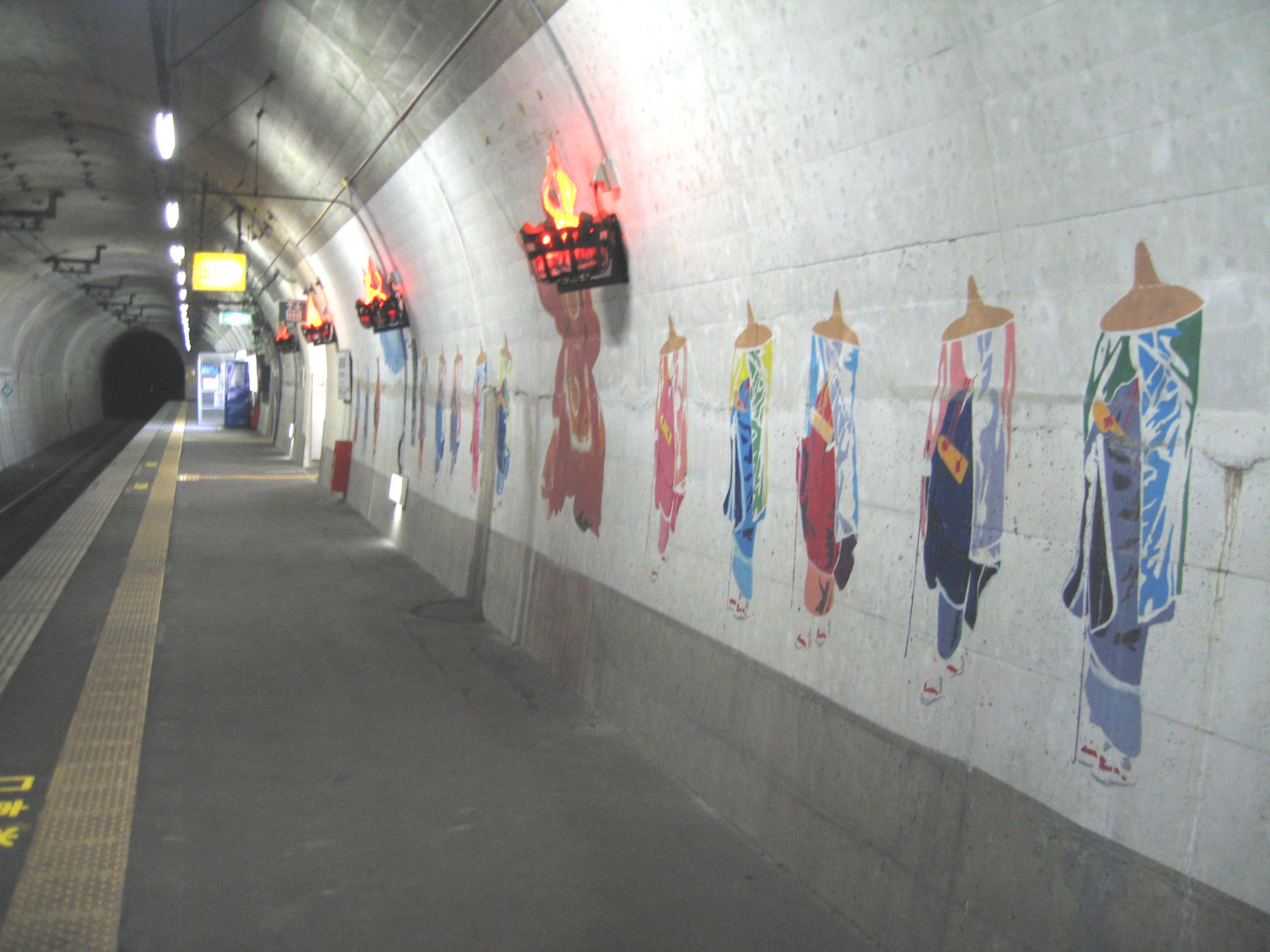
月台（望向南側）
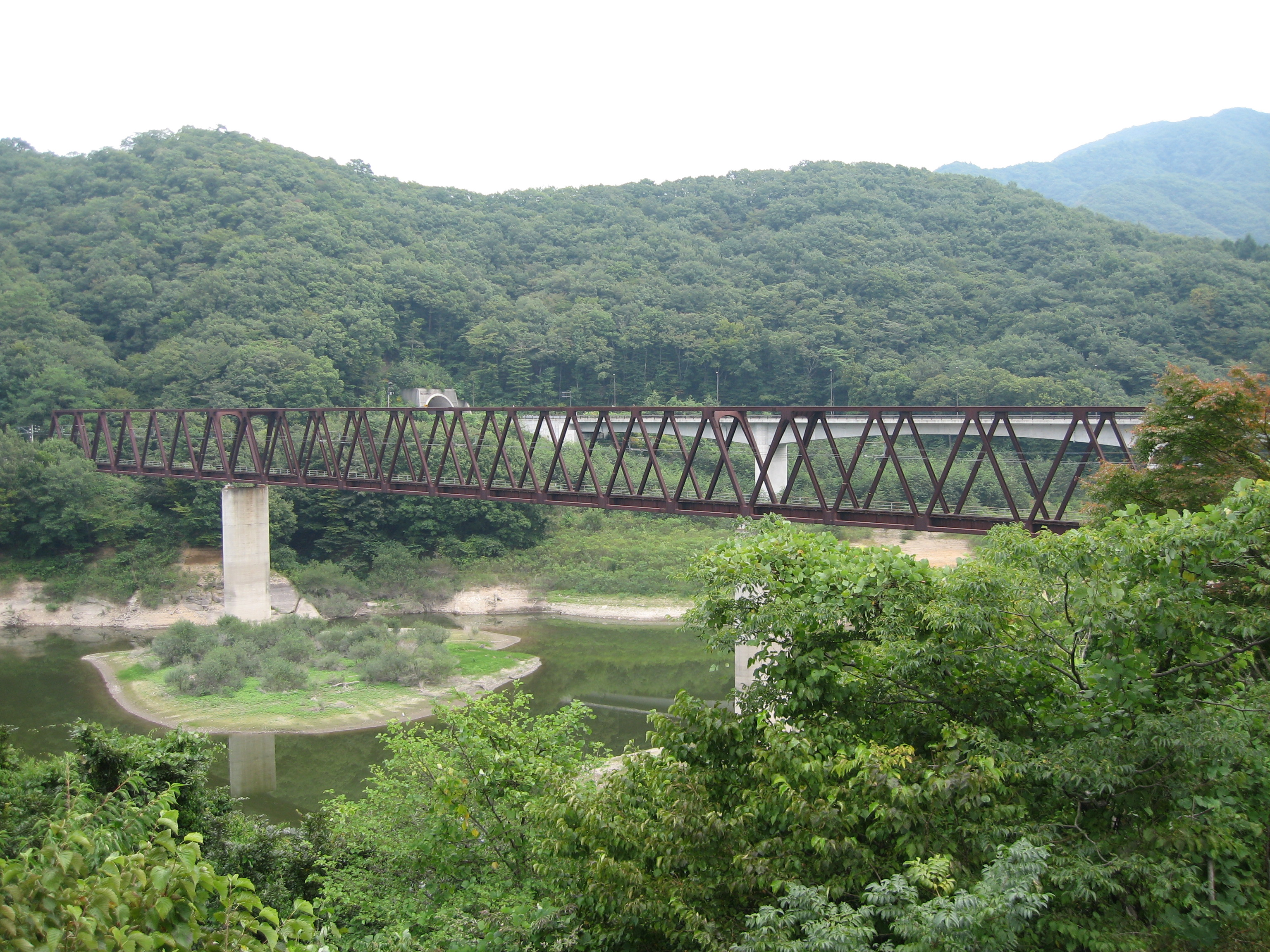
北側的湯西川大橋

## 鄰近車站
野岩鐵道
■會津鬼怒川線
- ■特急“ Revaty會津”站

□快速“ 會津山嶽特快 ” ・■普通
川治湯元站- 湯西川溫泉站- 中三依溫泉站

## 腳註
1. 1 2  .   [2020-12-26]. （原始内容存档于2020-01-22）.

## 外部連結
- 野岩鉄道 湯西川温泉駅 （页面存档备份，存于）